# Construction d'avions en amateur
 (décembre 2007).
Si vous disposez d'ouvrages ou d'articles de référence ou si vous connaissez des sites web de qualité traitant du thème abordé ici, merci de compléter l'article en donnant les références utiles à sa vérifiabilité et en les liant à la section « Notes et références ».

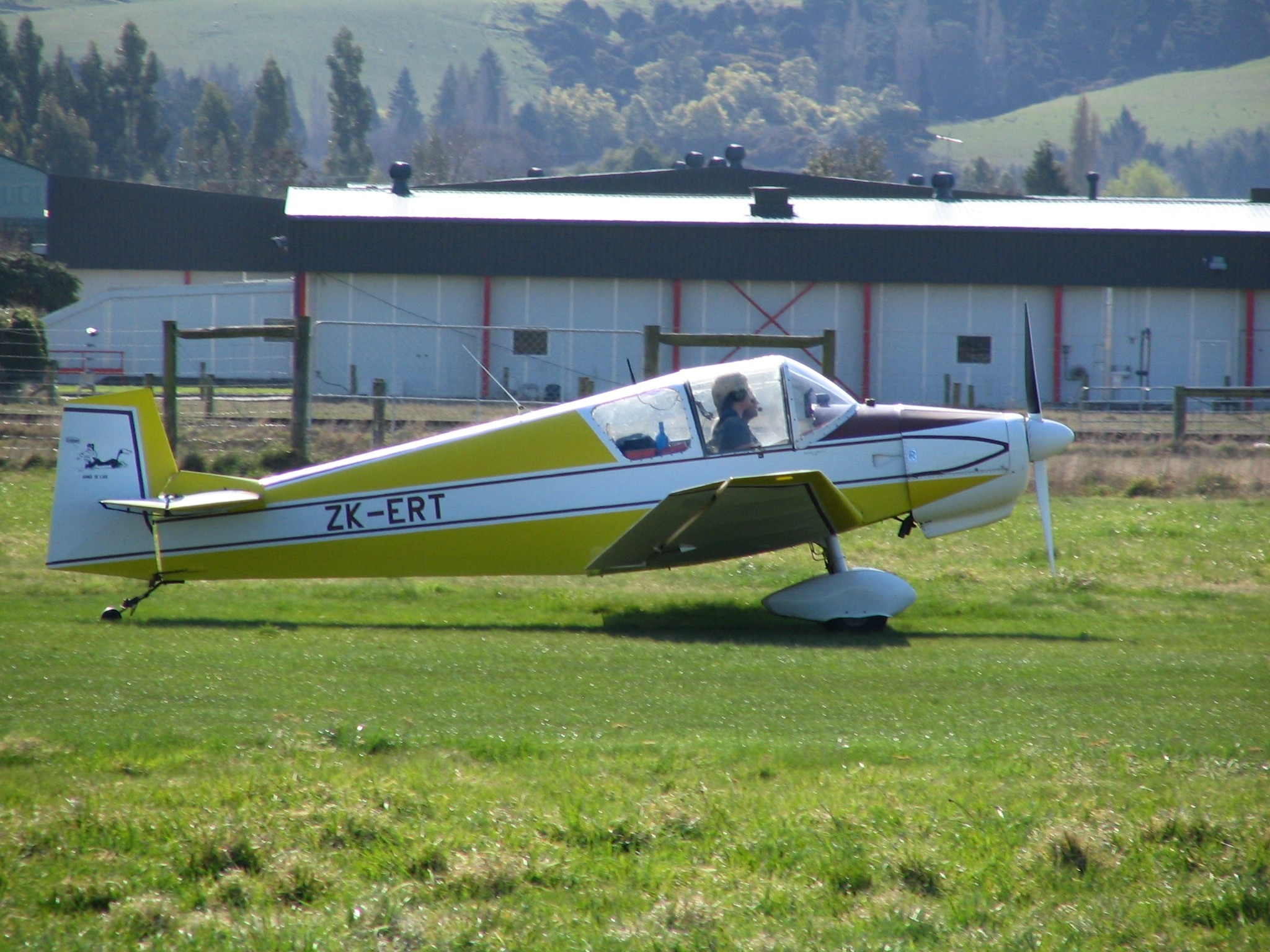
Le Jodel D11 de 1950 dont les plans étaient disponibles pour la construction amateur.

La construction d'avions en amateur est la construction d'avions par une ou plusieurs personnes dont ce n'est pas le métier. Cela peut être entrepris à partir de rien, juste des plans, ou à partir d'un kit à assembler. Le mot « amateur » n'est pas à prendre dans son sens péjoratif, mais bien dans le sens de non rémunéré, les réalisations étant très souvent de bonne qualité : le constructeur vole ensuite dans son avion.

## Histoire
On peut presque considérer que la construction en amateur démarre avec la naissance de l'aviation. Même si Clément Ader, les frères Wright et les suivants avaient des objectifs commerciaux, leurs premiers avions étaient des avions d'amateurs : des gens passionnés dont le but était de voler.
L'aviation va basculer dans l'industrialisation avec la Première Guerre mondiale (1914-1918). L'après-guerre va donc voir arriver de nombreuses machines pour le tourisme issues de l'industrie qui doit continuer à produire et chercher des débouchés autres que militaires. Mais ces appareils ne sont accessibles qu'aux très riches. En 1928, Henri Mignet va proposer dans le journal Les ailes, les plans d'un avion, le HM-8, qui peut être construit facilement chez soi par monsieur (ou madame) « Tout-le-monde ». En 1934, il récidive avec le HM-14, le fameux « Pou-du-ciel », qu'il propose dans son livre Le sport de l'air. Ces avions répondent à un vrai besoin et beaucoup vont être construits.
En 1936, c'est la création en France du réseau des amateurs de l'air. Beaucoup d'appareils amateurs de tous types commencent à apparaître et, en 1938, la législation est modifiée pour prendre en compte cet état de fait : le Certificat de navigabilité restreint d'aéronef (CNRA) est créé.
La Seconde Guerre mondiale va arrêter le mouvement. Mais, dès la fin des hostilités, il reprend.
En 1946 apparaissent :
- l'AS-70 d'André Starck ;
- le RA14 de Roger Adam ;
- le no IV de Jean Van Lith.

Et, en 1947 :
- le no 7 d'André Brodeau ;
- le MB50 de Maurice Brochet.

Mais, entre-temps, l'administration française supprime le CNRA. Le Réseau des sportifs de l'air (RSA) va naître fin 1946 pour négocier avec l'administration afin d'assouplir le système de certification des avions : un amateur n'a pas les moyens d'une entreprise.
Et le mouvement continue, en 1948 apparaissent le « Criquet » d'Émilien Croses et le fameux « bébé Jodel » de Jean Délémontez et Édouard Joly.
Les moteurs gagnent en puissance et en fiabilité. Des moteurs de 65 chevaux apparaissent comme le Continental C-65. D'autres moteurs pour automobile sont récupérés et « avionés », comme le fameux moteur de la Volkswagen Coccinelle qui sera très utilisé.
Certains avions d'amateurs sont si bien conçus qu'ils vont donner naissance à des avions « industriels ». Les Jodel inspirent ainsi la série des DR (comme le Robin DR-400), où Jean Délémontez collabore avec Pierre Robin. Claude Piel (1921-1982) va produire les Émeraude.
En 1952, outre l'assouplissement du CNRA, c'est l'année de naissance de la Popular Flying Association (aujourd'hui Light Aircraft Association (en)) au Royaume-Uni, suivi l'année d'après de la Experimental Aircraft Association aux États-Unis.
Jusqu'alors principalement cantonnés au classique bois-toile, les amateurs se montrent très créatifs : métal, composite pour les matériaux, formule canard, autogire pour les nouveaux types d'aéronefs...
En France, en 1998, un nouveau Certificat de navigabilité spécial d'aéronef en kit (CNSK) apparaît et ses conditions sont précisées dans un arrêté signé le 22 septembre 1998 et promulgué au Journal officiel le 1er novembre 1999.
En France, en 2004, 1 800 avions d'amateurs volent. Et à peu près un millier seraient en construction (celle-ci peut-être assez longue selon le constructeur et beaucoup n'aboutissent pas)[réf. nécessaire].

## Types de construction

### Bois et toile
C'est la technologie la plus ancienne, la plus connue dans les associations de construction amateur.
La structure de l'avion est en bois (surtout pin d'Orégon, sapin blanc, mélèze, etc. de la meilleure qualité) collé (actuellement surtout avec des colles époxy plus fiables que les colles anciennes y compris résorcine), recouverte localement de contreplaqué de bouleau également collé. L'ensemble est ensuite entoilé (toile synthétique haute résistance) et peint. Ce mode de construction est extrêmement robuste et relativement léger.
Ce type de construction nécessite l'outillage suivant : scies diverses, manuelles ou motorisées, rabots, ponceuses, limes à métal (préférées aux râpes qui endommagent le bois), abrasifs, cutter, nombreux serre-joints et presses pour les collages, des machines simples : scie ou ponceuse à table angulaire, parfois une étuve...
Exemple d'avions et ULM amateurs bois et toile :
- les Pou-du-ciel et dérivés (essentiellement Mignet HM14 type 1936, HM293, HM360 et HM380, ou encore le Croses Criquet léger, etc. );
- les Jodel, "Bébé" D-9, D-112, et les plus récents D-18, D-185 (ULM), D-19 ou D-20 ;
- le Piel CP-30 Émeraude ;
- la Souricette de Michel Barry ;
- Le Loiret et le Médoc de Jean-Pierre Marie ;
- Le Fisher FP-404 canadien ;
- et d'autres modèles, dont certains très récents.

### Bois et composite ou métal, bois et composite

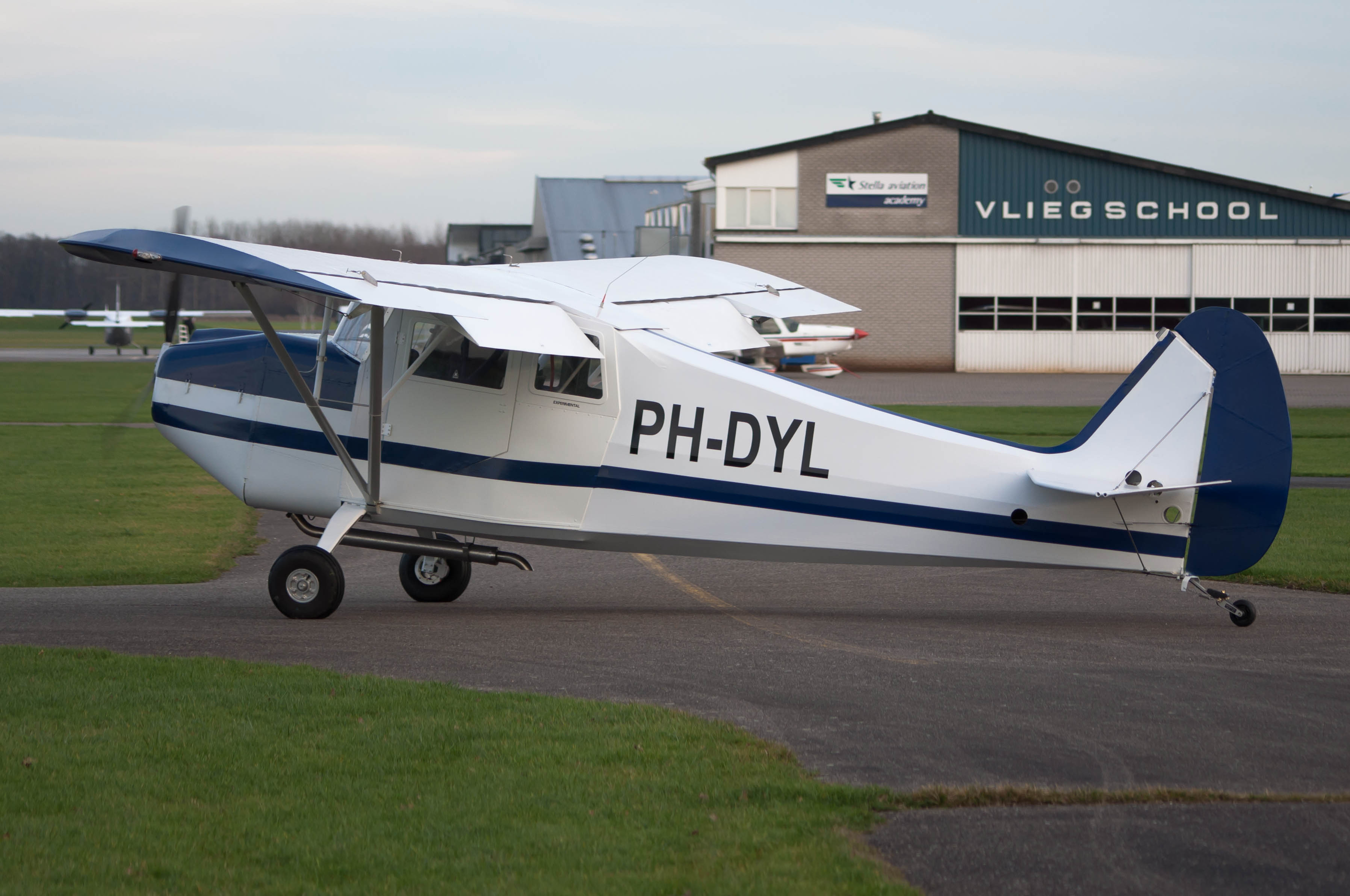
L'Elmwood Christavia Mk.IV, en acier, bois et tissu aéronautique.

Utilisation du bois, du contreplaqué pour les parties planes et de composite (stratification sur moule ou mousse stratifiée) pour les parties arrondies ou parfois pour la structure (exemple du Colomban MC-30 dont le longeron de voilure est en carbone haute résistance) :
- le Gaz'aile 2 de Serge Pennec ;
- les Banbi, Cri-Cri, Luciole de Michel Colomban ;
- le cherry BX-2 de Max Braendli.

### Métallique (aluminium, magnésium, titane ou alliages de ceux-ci)
Le métal présente l'avantage de ne pas poser de problèmes de température (colles, résines), d'hygrométrie (bois, colles), d'hygiène (poussières de ponçage, vapeurs nocives, voire cancérigènes), mais exige un outillage plus important : découpe, mise en forme, rivetage... mais des kits, ou « lot-matières », relativement avancés sont souvent disponibles. Le métal utilisé est l'aluminium en alliage 2024 Alclad ou 6061 T6 (comme le fameux C47 Dakota).

### Métallique (acier allié)
Le plus populaire est l'acier au chrome-molybdène 4130, ce produit est presque toujours utilisé pour les berceaux de moteur. Une autre utilisation plus courante est la construction partielle (cabine) ou complète de fuselage. Les ailes sont très rarement faites de ce produit quoiqu'il intervienne dans certains mâts d'aile et de quincaillerie idoine. Parfois les gouvernails de direction et de profondeur sont faits de tubes d'acier et requièrent généralement des supports en tension ou compression.
Les avantages sont des conditions de travail moins draconiennes que pour le bois (température, humidité). Il existe une idée reçue sur ce type de construction : à savoir qu'ils seraient plus lourds et devraient être plus motorisés. Dans les faits, il faut comparer les performances, les capacités de charge, l'autonomie.
Exemple d'avions amateurs métalliques :
- le Zénith de Chris Heintz ;
- les Sonex et Waiex ;
- le Pottier P-230 Panda de Jean Pottier ;
- la série des « RV » de Van's Aircraft, du monoplace (Van's Aircraft RV-3) aux biplaces tandem et côte à côte (Van's Aircraft RV-4), jusqu'au quadriplace de voyage - disponibles pour la France en « lot matière », dans d'autres pays en kit « Quick Build » (fuselage et ailes partiellement faits). Ces avions se démarquent par leur construction en rivets frappés/embrèvés, à l'opposé de la plupart des avions métalliques qui se montent en rivets pop.

### Composite
On entend par composite, le matériau qui résulte de l'association de fibre de verre (ou encore de carbone ou de kevlar) imprégnée d'une résine synthétique polymérisée (polyester, époxy). L'imprégnation peut se faire dans un moule femelle ou sur une forme mâle (de la mousse par exemple), technique dite « sans moule ».
Les avantages de ce type de construction sont les formes à double courbure que l'on peut obtenir, plus  aérodynamiques (capotages moteur, carénages de roues). Certains matériaux composites (carbone/époxy) peuvent avoir un très bon rapport rigidité et résistance/poids (longerons et lames de train en carbone). Le principal inconvénient réside dans la manipulation de produits chimiques plus ou moins toxiques (risques d'allergie, parfois très sévères) lors de la fabrication. 
Exemple d'avions amateurs en composite :
- les VariEze et Long-EZ, avions de formule canard construits sur plans,
- le Dyn'Aéro MCR 01, disponible en kit.

## Lot matière
Un « lot-matière » est l'ensemble des matériaux nécessaires pour réaliser une partie de l'avion, par exemple le fuselage. Cela existe pour tous les types de construction.